# Кобза
Кобза (укр. кобза), такође се назива бандура (укр. бандура ) је украјински народни музички инструмент из породице лаута (класификацијски број 321.321-5+6). Сродна је средњоевропској мандори. Међутим, термин кобза се такође примењује на низ других источноевропских инструмената који се разликују од украјинске кобзе.

## Конструкција
Украјинска кобза је традиционално жичани музички инструмент налик флаути, са телом исклесаним од једног блока дрвета. Постоје и инструменти са шиљастим склопом. Кобза има врат средње дужине који може имати или не мора имати завезане прагове, који су обично били направљени од животињских црева. Била је једнострука (понекад и двострука), а жице су се свирале врховима прстију или повремено плектром провученим кроз прстен постављен на средњи прст.

## Историја
Израз кобза је турског порекла и повезан је са терминима кобиз и комуз, за које се сматра да су уведени у украјински језик у 13. веку досељавањем значајне групе турског народа из Абхазије који се настанио у области Полтаве. Обично га је свирао бард познат као кобзар (повремено у ранијим временима кобезник), који је рецитовао епску поезију зване дума на украјинском.
Кобза је стекла широку популарност у 16. веку, са појавом Хетманата ( козачке државе). Од 17. века термин бандура се често користио као синоним за кобзу.
Украјински музичари који су у 18. веку нашли посао на разним немачким дворовима звали су се „pandoristen“.
Термин кобза је такође коришћен као синоним у историјским изворима за бандуру у 19. и раном 20. веку у Украјини и чак се користио за гајде и повремено за хурди-гурди у источној Пољској, Белорусији и Волинској области у Украјини. Коначно, неоштећена „старовитска“ бандура (варијанта гусла, развијена око 1800. године) присвојила је назив бандуре, али се обично називала кобза, због историјског назива имена. Румунска кобза или кобза је другачија врста лауте.

## Модерна украјинска кобза
Тренутно постоје два различита приступа конструкцији кобза: аутентични, без гудала, коју заступају присталице за рекреацију аутентичне народне традиције, и модерни стилизовани инструменти засновани на модификованом дизајну домре. До данас није било покушаја да се реконструише ранија кобза из 18. века.